# 1208
| [ Edytuj tabelę ]                 |                                                                  |
| Książę Małopolski                 | - 1202 Leszek Biały 1210                                         |
| Książę Wielkopolski               | - 1202 Władysław III Laskonogi 1229 - 1208 Władysław Odonic 1218 |
| Król Angkoru                      | - 1181 Dżajawarman VII 1218                                      |
| Król Anglii                       | - 1199 Jan bez Ziemi 1216                                        |
| Król Aragonii i hrabia Barcelony  | - 1196 Piotr II Katolicki 1213                                   |
| Książę Bawarii                    | - 1183 Ludwik I 1231                                             |
| Margrabia Brandenburgii           | - 1205 Albrecht II 1220                                          |
| Książę Burgundii                  | - 1192 Eudes III 1218                                            |
| Cesarz Bizancjum                  | - 1204 Teodor I Laskarys 1222                                    |
| Car Bułgarii                      | - 1207 Borił 1218                                                |
| Cesarz Chin                       | - 1194 Song Ningzong 1224                                        |
| Król Cypru                        | - 1205 Hugo I 1218                                               |
| Król Czech                        | - 1198 Przemysł Ottokar I 1230                                   |
| Król Danii                        | - 1202 Waldemar II Zwycięski 1241                                |
| Władca Egiptu                     | - 1199 Al-Adil 1218                                              |
| Cesarz Etiopii                    | - 1189 Gebre Meskel 1229                                         |
| Król Francji                      | - 1180 Filip II August 1223                                      |
| Król Gruzji                       | - 1184 Tamara 1213                                               |
| Cesarz Japonii                    | - 1198 Tsuchimikado 1210                                         |
| Kalif                             | - 1180 An-Nasir 1225                                             |
| Król Kastylii                     | - 1158 Alfons VIII Szlachetny 1214                               |
| Patriarcha Konstantynopola        | - 1207 Michał IV Autorejan 1213                                  |
| Władca Korei                      | - 1204 Hŭijong 1211                                              |
| Król Leónu                        | - 1188 Alfons IX 1230                                            |
| Cesarz Łaciński                   | - 1205 Henryk Flandryjski 1216                                   |
| Kalif Maroka                      | - 1199 Muhammad an-Nasir 1213                                    |
| Król Nawarry                      | - 1194 Sanczo VII 1234                                           |
| Król Norwegii                     | - 1204 Inge II Baardsson 1217                                    |
| Hrabia Palatynatu                 | - 1195 Henryk V z Welf 1211                                      |
| Papież                            | - 1198 Innocenty III 1216                                        |
| Król Portugalii                   | - 1185 Sancho I 1211                                             |
| Sułtan Rumu                       | - 1205 Kaj Chusrau I 1211                                        |
| Książę Rusi halickiej             | - 1207 Włodzimierz III 1210                                      |
| Książę Saksonii                   | - 1180 Bernard III 1212                                          |
| Król Szkocji                      | - 1165 Wilhelm I 1214                                            |
| Król Szwecji                      | - 1196 Swerker II Młodszy 1208 - 1208 Eryk X Knutsson 1216       |
| Doża Wenecji                      | - 1205 Pietro Ziani 1229                                         |
| Król Węgier                       | - 1205 Andrzej II 1235                                           |
| Wielki mistrz zakonu krzyżackiego | - 1200 Otto von Kerpen 1208 - 1208 Henryk II von Tunna 1209      |

Rok 1208 / MCCVIII
stulecia: XII wiek ~
XIII wiek ~
XIV wiek

lata: 1198 «
1203 «
1204 «
1205 «
1206 «
1207 «
1208
» 1209
» 1210
» 1211
» 1212
» 1213
» 1218

## Wydarzenia w Polsce
- Książę zwierzchni Polski Leszek Biały zostaje zmuszony przez kler katolicki do zrzeczenia się prawa inwestytury[1].
- Po raz pierwszy w Polsce po utracie prawa inwestytury przez księcia kapituła krakowska dokonała wyboru biskupa. Został nim Wincenty Kadłubek.
- Głogów: zjazd książąt, na którym spotkali się Władysław Laskonogi, Władysław Odonic i Henryk Brodaty.
- Fundacja klasztoru kanoników regularnych przez Henryka I Brodatego w Kamieńcu Ząbkowickim.

## Wydarzenia na świecie
- 31 stycznia – zwycięstwo króla Szwecji Eryka X Knutssona nad królem Danii Swerkerem II Młodszym w bitwie pod Leną.
- 21 czerwca – król Niemiec Filip Szwabski został zamordowany w Bambergu przez palatyna Bawarii Otto VIII Wittelsbacha.
- 11 listopada – Otto IV po abdykacji w roku 1206 został ponownie wybrany na króla Niemiec[2].

- Powstała ostatnia księga Gesta Danorum.
- Władca Nikei Teodor I Laskaris uznany przez Bizantyjczyków za jedynego prawowitego władcę[2].

## Urodzili się
- 2 lutego – Jakub I Zdobywca, król Aragonii i hrabia Barcelony (zm. 1276)

## Zmarli
- 15 stycznia – Piotr z Castelnau – francuski duchowny, męczennik, błogosławiony Kościoła katolickiego
- 21 czerwca – Filip Szwabski, król Niemiec i książę Szwabii (ur. 1177)[2]
- 7 września – Stefan z Châtillon, francuski kartuz, biskup, święty katolicki (ur. ok. 1150)